# Хо Бон Чхоль
Хо Бон Чхоль (21 серпня 1959) — північнокорейський важкоатлет.
Учасник Олімпійських Ігор 1980 року.